# Mats Sjösten
Mats Erik Hans Sjösten, född 23 februari 1957, är en svensk jurist.
Mats Sjösten är juris licentiat i civilrätt. Han har varit föredragande i justitieutskottet och medverkat som sekreterare och expert i statliga utredningar, bland annat på familjerättens område. Sjösten blev chefsrådman i Göteborgs tingsrätt 2001 och utnämndes till lagman i Varbergs tingsrätt 2011. Han har utgivit handboken Vårdnad, boende och umgänge (6 uppl. 2024).